# Addison (Texas)
Addison ist eine Stadt im Dallas County im US-Bundesstaat Texas in den Vereinigten Staaten und gehört zum Dallas-Fort-Worth-Metroplex.

## Geographie
Die Stadt liegt im Nordosten von Texas, ist im Norden etwa 80 Kilometer von Oklahoma entfernt und hat eine Gesamtfläche von 11,5 km², ohne nennenswerte Wasserfläche.

## Geschichte
Das Land, auf dem die heutige Stadt Addison steht wurde bereits 1846 von Preston Witt besiedelt, als dieser ein Haus nähe des White Rock Creek baute. 1902 gab sich die Ansiedlung den Namen Addison, benannt nach Addison Robertson, der von 1908 bis 1916 das Amt des Postmeisters innehatte. 1902 gab es die erste industrielle Verarbeitung von Baumwolle. Am 15. Juni 1953 wurde Addison als Stadt aufgenommen und 1982 wurde der Name offiziell in Town of Addison geändert.

## Demografische Daten
Nach der Volkszählung im Jahr 2000 lebten hier 14.166 Menschen in 7.621 Haushalten und 3.078 Familien. Die Bevölkerungsdichte betrug 1.234,7 Einwohner pro km². Ethnisch betrachtet setzt sich die Bevölkerung zusammen aus 67,79 % weißer Bevölkerung, 9,63 % Afroamerikanern, 0,41 % amerikanischen Ureinwohnern, 7,81 % Asiaten, 0,11 % Bewohnern aus dem pazifischen Inselraum und 10,79 % aus anderen ethnischen Gruppen. Etwa 3,46 % stammen von zwei oder mehr Rassen ab und 24,04 % der Bevölkerung sind Spanier oder Latein-Amerikaner.
Von den 7.621 Haushalten hatten 17,2 % Kinder unter 18 Jahre, die im Haushalt lebten. 28,9 % davon waren verheiratete, zusammenlebende Paare. 7,5 % waren allein erziehende Mütter und 59,6 % waren keine Familien. 49,2 % aller Haushalte waren Singlehaushalte und in 3,1 % lebten Menschen, die 65 Jahre oder älter waren. Die Durchschnittshaushaltsgröße betrug 1,86 und die durchschnittliche Größe einer Familie 2,74 Personen.
16,0 % der Bevölkerung waren unter 18 Jahre alt, 12,3 % von 18 bis 24, 47,8 % von 25 bis 44, 19,3 % von 45 bis 64, und 4,7 % die 65 Jahre oder älter waren. Das Durchschnittsalter war 32 Jahre. Auf 100 weibliche Personen aller Altersgruppen kamen 109,1 männliche Personen. Auf 100 Frauen im Alter von 18 Jahren und darüber kamen 109,8 Männer.
Das jährliche Durchschnittseinkommen eines Haushalts betrug 48.566 USD, das Durchschnittseinkommen einer Familie 53.386 USD. Männer hatten ein Durchschnittseinkommen von 36.977 USD gegenüber den Frauen mit 32.452 USD. Das Prokopfeinkommen betrug 38.606 USD. 7,7 % der Bevölkerung und 6,2 % der Familien lebten unterhalb der Armutsgrenze. Davon waren 9,3 % Kinder und Jugendliche unter 18 Jahren und 10,7 % waren 65 oder älter.

## Kriminalität
Die Kriminalitätsrate hat einen Index von 497,0 Punkte. (Vergl. US-Landesdurchschnitt: 329,7 Punkte)
2003 gab es zwei Morde, fünf Vergewaltigungen, 20 Raubüberfälle, 54 tätliche Angriffe auf Personen, 152 Einbrüche, 740 Diebstähle und 117 Autodiebstähle.